# Ивреа
Ивреа (на италиански: Ivrea, Ivréa на пиемонтски език, Ivreja на канавезски диалект) е град и община в Метрополен град Торино, регион Пиемонт, Северна Италия. Разположен е на 253 m надморска височина. Към 1 януари 2023 г. населението на града е 22 427 жители, от които 1987 са чужди граждани.
Известен е с Историческия си карнавал и неговите портокалови битки.
Това е родното място на пишещите машини Оливети. Инженерите на Оливети създават първия персонален компютър в света – „Програма 101“.
От 1 юли 2018 г., благодарение на индустриалната си архитектура от времето на Оливети, е включен в списъка на ЮНЕСКО за световното културно и природно наследство като „Индустриален град на XX век“.
В Ивреа се провеждат международни и национални състезания по кану и каяк.
Градът се намира в подножието на мореновия релеф „Ла Сера ди Ивреа“ – най-голямото мореново образование в Европа от Неозоя. В района му се намира Природният парк на Петте езера (Сирио, Пистоно, Черното езеро, Кампаня и Сан Микеле).
През Ивреа преминава поклонническият път „Виа Франчиджена“ (Via Francigena).

## География
Ивреа е задължителна пресечна точка за желаещите да достигнат до автономната област Вале д'Аоста от основните градове на Северна Италия.
Градът се намира на 45 км от Торино, на 102 км от Милано и на 141 км от Генуа.
Считан за столица на Канавезе – исторически и географски район на Пиемонт, Ивреа се намира в центъра на област, образувана от голям плейстоценски ледник – ледникът на Балтеа. След оттеглянето му, след последното заледяване ок. 9700 г. пр. н.е., ледникът дава началото на област богата на многобройни моренови езера, които все още заобикалят града: езерото Сирио, езерото Сан Микеле, езерото Пистоно при градчето Монталто Дора, Черното езерото (Лаго Неро) – между градчетата Монталто Дора и Боргофранко д'Ивреа, и езерото Кампаня при селата Кашинете д'Ивреа и Киаверано. Към тях се прибавят и езерото Кандия близо до село Кандия Канавезе, както и езерото Вивероне в провинция Биела.
Географският район около Ивреа се характеризира с мореновия релеф „Ла Сера ди Ивреа“ от Неозоя, най-голямото мореново образование в Европа, част от Мореновия амфитеатър на Ивреа. Хълмът е разположен в почти права линия в продължение на повече от 25 км в Паданската низина от село Андрате до градчето Каваля (в Провинция Биела) и определя северната граница на Канавезе, а западната се определя от най-стария национален парк в Италия – Гран Парадизо.
През града тече реката Дора Балтеа, приток на най-голямата река в Италия – По.
През 1468 г., по волята на Йоланда Френска, е построен Каналът на Ивреа, служещ за напояване на оризищата в провинция Верчели и за връзка по вода между Ивреа и Верчели.

## Административно деление и население
Градът има следните подселища (на итал.: frazioni) и местности (на итал. località): Торе Балфредо, Сан Бернардо д'Ивреа, Кантон Стимоцо, Джилио, Ла Роса, Мейна, Морети, Паризе и район Кампасо.
Градът е разделен на 26 квартала и района: Сан Грато, Кантон Веско, Кантон Виня, Ла Сака, Белависта, ул. Миниере-ул. Йервис, зона Порта Торино-ЖП гара-Автобусна гара-ул. Дора Балтеа, Боргето, Исторически център, Крист, Порта Аоста-Сант Антонио, Сан Пиетро Мартире, ул. Сант'Улдерико, езеро Сирио, Прафаджоло, Кантон Габриел, езеро Сан Микеле, Монтодо-Монте дела Гуардия, Порта Верчели, Сан Лоренцо, Ла Фиорана, Сан Джовани, Кантон Джильо, Ла Форначе, Торе Балфредо и Сан Бернардо.
Градът граничи със следните 13 общини: Банкете, Салерано Канавезе, Павоне Канавезе, Фиорано Канавезе, Кашинете д'Ивреа, Монталто Дора, Киаверано, Буроло, Боленго, Албиано д'Ивреа,  Романо Канавезе, Страмбино, Вестиние.
Сред 1987-те чуждестранни граждани с постоянно местожителство в общината към 1 януари 2023 г. преобладават тези на Румъния – 828 души и Мароко – 248 души. В Ивреа живеят и 17 български граждани.

## Топоним
Името на римската колония Епоредия (Eporedia), основана през 100 г. пр.н.е., произлиза от келтското epos (кон) и redo (яздя, водя каруца), и подчертава връзката на този древен град с конете, която съществува и до днес: по време на патронния празник на града, посветен на Свети Савин, честван на 7 юли, се провежда голям панаир на коне, а и през XXI век жителите на града се наричат „епоредиезци“, а не „ивреитяни“. Впоследствие името на града става Yporeia, след това – Ivreia и най-накрая – Ivrea. В средновековните документи се среща и с названията Castrum Evriae, Eborgia, Yporegia.

## История

### Античност
Келтските народи, които обитават района преди римското нашествие, дават древното име на Ивреа. Римляните желаят да контролират предпланинския регион и алпийските проходи и се опитват завладеят териториите, но претърпяват първото си тежко поражение от местното келтско племе на саласите.
През 100 г. пр.н.е., с цел защита на търговските пътища през Северна Италия в Алпите, римляните основават колонията Епоредия, която става важен център на търговията и услугите от римско време.
През 451 г. за пръв път е спомената епископ на Ивреа: Евлогий, който се подписва на църковния събор в Милано.

### Средновековие
Ивреа играе важна роля след падането на Западната Римска империя и последвалите варварски нашествия.
През VI – VII век е столица на Херцогство Ивреа, част от Лангобардското кралство, и в него влизат епархиите на Ивреа и на Верчели.
През 754 г. франкският крал Пипин III Късият побеждава близо до Ивреа лангобардския крал Айзтулф.
От 800 г. Ивреа е част от Франкската империя, доминираща голяма част от Пиемонт, включително и Канавезе. На 24 юни 801 г. в града идва лично Карл Велики. През 825 г. неговият наследник Лудвиг Благочестиви основава в Ивреа studium (университет) и го поверява на епископа.
С края на Каролингския период Гуидо Сполетски основава Марката на Ивреа и през 888 г. я дава на приближения си Анскар I, който поставя началото на династията на Анскаридите. Тя по-късно е наречена „Дом Бургундия-Ивреа“ и дава като маркграфове на Ивреа трима крале на Италия: Беренгар II, неговия син Адалберт II и неговия племенник Ардуин.
В началото на XI век историята на Ивреа е доминирана от две легендарни фигури: Вармонд Арборийски и Ардуин от Ивреа. Вармонд е назначен за епископ на Ивреа през 969 г. от император Ото II и през целия епископски период до 1010 г. допринася за културния, религиозния и художествения растеж на града. Ардуин става маркграф на Ивреа през 989 г. и е символ на свободата и независимостта от чуждия император. През 1002 г. е коронясан за първи (местен) крал на Италия. Враждата му с епископ Вармонд е добре известна: Вармонд го анатемосва, а Ардуин често го гони от седалището му.
След смъртта на Ардуин през 1015 г. Марката на Ивреа е разпусната от император Конрад II. Наследниците на Ардуин остават във владение на Ивреа, като са свързани с Маркграфство Торино и провеждат открита политика на противопоставяне на чуждите императорски сили. През 1026 г. Ивреа е завладян от император Конрад II Франконски – крал на Италия.
За контрола върху Ивреа се борят наследниците на Ардуин, епископите-графове и комуната, създадена през XI век, на която императорът преотстъпва известни свободи като сеченето на монети, събирането на данъци и назначаването на управляващи в града.
През втората половина на XII век Ивреа води поредица войни с Верчели поради многократните му опити за разширяване и контрастите относно пътните такси, свързани със стоките, идващи отвъд Алпите през Вале д'Аоста.
През 1178 г. император Фридрих I Барбароса, който води политика на възстановяване на имперската власт, налага своя приближен маркиз Раниери ди Биандрате в Ивреа. Маркизът влиза в силен конфликт с представителите на духовната и гражданската власт, а 1193 – 1195 г. е период на всенародно въстание, което води до прогонването му и разрушаването на стария замък „Св. Маврикий“ (наричан от хората с презрителното име „Кастелàцо“).
През 1238 г. Ивреа и други градове в Пиемонт се заклеват във вярност на императора на Свещената Римска империя и крал на Сицилия Фридрих II. През 1248 г. той се съюзява със Савоя и назначава за свой имперски викарий (наместник) Томас I Савойски, на когото са дадени териториите на Канавезе, вкл. и тези на Ивреа.
От XIII век нататък Ивреа се установява като свободна средновековна комуна и в нея се обнародват местни закони. От 1266 г. градът е във владение на Вилхелм VII – маркграф на Монферат от династията Алерамичи, който възстановява замъка на Свети Маврикий като символ на феодалната власт. Комуната е принудена да се съгласи да избере за губернатор (т. нар. подест) негов васал, който все пак да управлява според статутите (местните закони) на града. През 1271 г. господството на Вилхелм VII е прекъснато за кратко от това на краля на Сицилия Шарл I Анжуйски. Замъкът е окончателно разрушен при наследника на Вилхелм Джовани I през 1305 г.

Ивреа е свободна комуна до 15 ноември 1313 г., когато се заклева във вярност на Савойската династия.
През 1347 г. Лукино Висконти от Милано помага на маркиза на Монферат Джовани II да си върне властта над Ивреа. В последвалия спор, в който се включва и Църквата, Ивреа е поделена през 1349 г. между него и Амадей VI Савойски – граф на Савоя. През 1356 г. господарят на Пиемонт Жак Савойски-Ахая успява да вземе контрола над града, но е победен от графа на Савоя Амадей VI Савойски („Зеленият граф“). Той е единственият безспорен господар на Ивреа в периода 1357 – 1358 г., строи важен замък, обграден от предишните центрове на властта: Катедралата, Епископския дворец и Общинската палата. През 1365 г. е назначен за имперски викарий от император Карл IV – титла, запазена за особено силни господари като Амадей VI. Той става и Маркграф на Ивреа, и тази титла се запазва и за следващите савойски владетели. Амадей VI участва в Савойския кръстоносен поход и военните действия в България (1366 – 1367 г.)
През XIV век Савоя, след изтощителни борби за консолидация на властта, се изправя пред голямото всенародно въстание на Тукините (на италиански: Tuchinaggio, Тукинаджо). То окървавява земи на Канавезе и завършва в Ивреа през 1391 г. с конвенция, желана от савойския граф Амадей VII Савойски („Червения граф“). С това приключва златният век за Ивреа, като през следващите векове провинциалното ѝ измерение става все по-очевидно.
След смъртта на Червения граф от последвалата властова криза се възползва маркграфът на Монферат Теодоро II. Той наема Фачино Кане, чиято войска подлага на грабежи селищата в Канавезе между 1393 и 1400 г.

### XV – XVI век
През XV век властта на Савоя нараства все повече: през 1416 г. Амадей VIII Савойски получава титлата „херцог“ от император Сигизмунд Люксембургски, през 1418 г. Савоя получават териториите на принцовете на Ахая, а през 1432 г. им се подчиняват маркизите на Монферат. С изключение на кратки периоди на испанска и на по-късна френска окупация (1536 – 1559) Ивреа остава под контрола на Савоя през целия период между XV и XVIII век.
В замъка в Ивреа често се отбива херцогиня Йоланда Френска – регентка между 1472 и 1478 г., която нарежда той да бъде изрисуван с фрески.
В края на XVI век, като доказателство за търговската и военната значимост града, херцог Емануил Филиберт I Савойски поставя Ивреа начело на териториален окръг.

### XIX – XX век
На 26 май 1800 г. Ивреа посреща Наполеон заедно с победоносните му войски. Под неговата власт градът е столица на Департамент Дора, създаден през 1801 г. като един от петте департамента, на които е разделен Пиемонт. Пиемонт е определен за 27-и военен френски участък на 12 април 1801 г., а на 21 септември 1802 г. става френски регион с името Au delà des Alpes.
През 1815 г., по време на Реставрацията, Ивреа, подобно на останалата част на Пиемонт, е върната в ръцете на Савоя при Виктор Емануил I – крал на Сардиния.
От 1859 до 1927 г. градът е столица на едноименния окръг, един от петте, на които е разделена област Торино на Кралство Италия. През XIX век в града, след френската окупация, започват разрушаване на укрепленията и обособяване на някои градски райони: религиозния център, гражданския център, местата за занаятчийски и търговски дейности, и жилищните райони.
В началото на XX век Ивреа става нов индустриален център с основаването на Първата национална фабрика за пишещи машини „Оливети“ от инж. Камило Оливети през 1908 г.
През 1927 г. градът, заедно с още 112 други общини от Горно Канавезе, е присъединен към Вале д'Аоста, за да се образува новата област Аоста. През 1945 г. градът се връща към област Торино.
В края на 80-те г. със закриването на Оливети икономиката на града е силно засегната. Няколко години по-късно Ивреа става седалище на мобилната телекомуникационна компания „Водафон Омнител Италия“.

### Индустриален град на XX век
През лятото на 2018 г. Ивреа става 54-тият италиански обект в Списъка на световното културно наследство на ЮНЕСКО. Обектът се състои от 27 сгради и архитектурни комплекса на Оливети, проектирани от най-известните архитекти на XX век и изградени в периода 1930 – 1960 г. Всички те са материален израз на една модерна визия за производствени връзки и са модел за индустриален град, отговарящ на бързите процеси на индустриализация в нач. на XX век.
Индустриалният град на Ивреа е израз на политиката на Движението за общност (на италиански: Comunità), основано в града през 1947 г. Движението е вдъхновено от схващанията на Адриано Оливети за нов административен и политически ред, базиращ се върху общността и върху икономически модел, характеризиращ се с колективна визия за връзката между работници и фабрики.
Сградите са част от безплатния Музей на модерната архитектура на Ивреа на открито.

## Икономика
Известната компания „Оливети“ е основана в Ивреа през 1908 г. от Камило Оливети - италиански предприемач и инженер.
В сферата на земеделието се произвеждат зърнени храни, пшеница, фураж и грозде; развъждат се говеда, свине, овце, кози, коне и домашни птици. Промишлеността се състои от компании, работещи в секторите: хранително-вкусова промишленост, машиностроене, производство на офис машини, компютри и ИТ системи, електроника, прецизни и строителни инструменти. Третичният сектор се състои от добра търговска мрежа, както и набор от услуги, които включват банкиране, застраховане, недвижими имоти и ИТ.

## Забележителности
В Ивреа могат да се идентифицират две основни зони: Старият град и Индустриалният град. В Стария град можем да се запознаем с римската и средновековната история, с Ренесанса и с Барока, докато в Индустриалния град се намират паметниците, свързани с индустриалното развитие на града по времето на „Оливети“.

### Военна архитектура

#### Замък на Ивреа
Наречен от италианския поет Джозуе Кардучи „Замъка с червените кули“, замъкът на Ивреа (Castello di Ivrea) е построен през 1358 г. по нареждане на херцог Амадей VI Савойски. С течение на времето е използван за различни нужди.
Направен изцяло от тухли, с трапецовиден план с четири кръгли кули, поставени на върховете му, той е смятан за отбранително укрепление (функция, която впоследствие не изпълнява, оказвайки се неспособен, с въвеждането на барута, да устои на артилерийските изстрели). Използвана като подслон, мълния взривява една от четирите кули, използвани като склад за боеприпаси през 1676 г. и тя никога не е възстановена. Използван преди като затвор, днес понякога се използва за изложби и събития, или е отварян за посещение.

### Религиозна архитектура

#### Катедрала „Успение Богородично“
Катедралата на Ивреа, посветена на Успение Богородично (Cattedrale di Santa Maria Assunta), се намира във високата част на града, близо до замъка. Характеризира се с романска крипта, деамбулаторий и камбанарии, барокови сводове и купол, и неокласическа фасада. Построена е върху предишна палеохристиянска базилика от края на IV и началото на V век. В началото на X век епископът на Ивреа Вармонд Арборийски, следвайки симетрията на палеохристиянската църква, я прави обект на сложно преструктуриране като потвърждение за неговото надмощие над противника му маркграф Ардуин.
В нея се съхраняват мощите на главния покровител на Ивреа – Свети Савин, на един от покровителите на града – Свети Бес и на епископа на Ивреа от X век – блажения Вармонд Арборийски. Запазени са многобройни стенописи от XIII – XV век, древен римски саркофаг от втората половина на I век сл. н. е., две важни картини на рененесансовия пиемонтски художник Дефенденте Ферари, множество барокови нефове и параклиси, богати на олтари, картини и реликви, както и органът – ценен инструмент на Ломбардската школа от XIX век и един от най-важните исторически органи на региона.

#### Клоатър на Колежа на духовниците
Останките на Клоатъра на Колежа на духовниците (Chiostro Capitolare dei Canonici) се намират в задната част на катедралата, зад апсидата, и са съвременник на двете ѝ романски камбанарии. Колежът на духовниците (Capitolo) е включвал свещениците, които са помагали на епископа в религиозните и административните практики на епархията и са се срещали в клоатъра за важни решения.
Вероятно е построен преди 1175 г., когато духовниците престават да водят общ живот. В периода 1300 – 1480 г. обаче има сведения, че духовниците са се срещали около разположената там мраморна маса. В началото на XIV век обителта е реставрирана на разноски на Колежа. През 1500 г. общият дом на духовниците и останалата част от обителта са интернат за ориентирани към църковен живот младежи, но през 1592 г. са изоставени и започва упадък. Южната страна все още съществува през 1650 г. През 1826 г. пада керемиденият покрив от източната страна, подпрян на кръглата стена на катедралния амбулакър.
Понастоящем са запазени 2/3 от източната страна на обителта, както и значителни следи от северната страна, вградени в стената на къща. Оградният зид на запад и навесът над къщата намаляват пространството на вътрешната градина до около половината от онова, което някога е било.

#### Висша семинария
Недалеч от площада на катедралата се издига внушителната Висша семинария (Seminario maggiore), изградена по проект на архитекта Луиджи Андреа Гуиберт. Първите два ръкава са построени между 1715 и 1727 г.: единият на юг, с елегантната предна част, а другият – на изток; през 1732 г. е добавена частта от ръкава между изток и север, а строежът е завършен между 1763 и 1766 г.

От интериора е запазена структурата на древния параклис, посветен на зачатието на Пресвета Богородица, със стенописи от XVIII век на Лука Росети да Орта; олтарът му, изобразяващ Непорочното зачатие, е копие на „Непорочното зачатие“ на Себастиано Конка от Оратория на Сан Филипо Нери в Торино.
Под портика вдясно от входа на Семинарията е вградена част от мозайка от X век, за която се предполага, че идва от пода на презвитериума на палеохристиянската църква. Фрагментът, дълъг 3,32 см и висок 1,34 см, се състои от полихромни плочки, представящи символите на изкуствата, които се преподават в местната църковна школа, разделени на тривиум (граматика, диалектика, реторика) и квадривиум (аритметика, геометрия, музика и астрономия). На мозайката се забелязват 4 фигури, които представляват някои от гореспоменатите изкуства.
В Семинарията се намира Капитолната библиотека (Biblioteca Capitolare), една от малкото такива в Италия, наследница на античния скрипториум от VII и VIII век, в която има над 27 хиляди тома, включително известния Сакраментариум – кодекс на Вармонд от 1002 г. (на лат. Sacramentarium Episcopi Warmundi). Там се помещава и Епархийският исторически архив (Archivio Storico Diocesano) с нотариални документи от 1258 до 1729 г.
В бъдеще семинарията и църквата на Свети Никола Толентински ще бъдат част от нов Епархийски музей.

#### Епископски дворец
Не е известна точната дата на строежа на Епископския дворец (Palazzo vescovile), но той е доста стар. През X век той е седалище на епископ Вармонд Арборийски. Към 2019 г. сградата представлява група сгради с различна форма и от различни епохи, променяни и допълвани през вековете. Има архитектурни особености, които могат да бъдат съотнесени към Средновековието, като напр. Епископската кула (Torrione del Vescovo), вградена в покрива и издигаща се на няколко метра над него, която се характеризира със забележителна теракотна украса.

#### Църква „Свети Бернардин“
Комплексът на Свети Бернардин (Chiesa di San Bernardino), построен между 1455 и 1465 г., дължи издигането си на култа към светеца от Сиена, който, според историческите източници, е минал през Ивреа през 1418 г. като пътуващ проповедник срещу разпространението на еретически идеи. През 1466 г. комплексът е под покровителството на херцог Амадей IX Савойски, а след смъртта му – и на неговата съпруга Йоланда Валоа. С течение на времето, с напускането на част от монасите през XVII век и с военните окупациии през XVIII век, се стига до значителен упадък.
През 1907 г. комплексът е закупен от инж. Камило Оливети, който адаптира структурата за собствена резиденция. Между 1955 и 1958 г., при сина му Адриано Оливети, манастирският комплекс не се използва като частна резиденция, а е седалище на социалните служби на компанията Оливети.
Църквата съхранява едно от най-важните ренесансови свидетелства от Пиемонт: изобразителния цикъл на Живота и страстите Христови на Джовани Мартино Спанцоти от 1480 – 1490 г., който се състои от 20 сцени (с размер 150 на 150 см), разположени около големия панел на драматичната сцена на Разпятието.

#### Църква „Свети Улрих“
Според историческите източници църквата „Свети Улрих“ (Chiesa di Sant'Ulderico) е построена непосредствено след 993 г. сл. н. е., годината на канонизация на Свети Улрих, епископ на Аусбург, на мястото където самият светец, преминавайки през Ивреа, извършва чудо през 971 г.
През вековете църквата е многократно видоизменяна. През XXI век са оцелели част от романската камбанария от първата половина на XI век, единствено доказателство за първоначалната конструкция, фасадата, вероятно от XIV век, с два големи прозореца в горната си част, затворени отгоре от арка, както и останките от заострената арка, ограждаща портала от XVIII век. Вътрешната архитектура на църквата, каквато я виждаме днес, е резултат от радикалната промяна, настъпила през първата половина на XVIII век, когато преструктурирането е завършено в бароков стил.

#### Виа Кручис, „Монте Стела“, Параклис на Тримата влъхви
На няколко крачки от пазарния площад на града, върху близкия хълм, се извива старата улица от XIX век Виа Кручис, която води до светилището на Мадоната на Монте Стела или както епоредиезците го наричат: „Светилище на Монте Стела“ (букв. от итал. Светилище на Хълм „Звезда“). То е построено през 1627 г. и разширено през 1658 г. като свидетелство за посветеността на жителите на Ивреа и на Канавезе на „Черната мадона“ от Светилището Оропа, провинция Биела.
На върха на хълма Стела се издига и Параклисът на Тримата влъхви, първоначално посветен на Пресвета Богородица от Стела. Според местните древни хроникьори скромната романска постройка е вдигната от общността на Ивреа около 1220 г., след като св. Франциск от Асизи преминава през града и препоръчва изграждането ѝ. В параклиса се е помещавала скъпоценна скулптурна група с Поклонение на влъхвите на неизвестен автор от края на XV век, която понастоящем се намира в Градския музей „Гарда“. 

#### Църква „Свети Никола Толентински“
Строежът на църквата, посветена на Свети Никола Толентински (Chiesa di San Nicola da Tolentino) започва през 1605 г. след реновиране на Оратория, принадлежащ на едноименното братство, и завършва през 1627 г. с изграждането на презвитериума. 
Повечето архитектурни и художествени паметници в църквата са от XVII и XVIII век. Вътрешните стени, изрисувани от художника Чезаре Киала (Cesare Chiala) между 1683 и 1694 г., представляват илюзионистична украса в бароков стил. Сред изящно изработените произведения има такива от резбовано дърво като входната врата и седалките в презвитериума, прекрасен пример за дърворезба от Ивреа от XVII век. Седалките се състоят от 33 панела на скулптора Франческо Мабрито от 1684 г. и изобразяват епизоди от живота и чудесата на Светията.

#### Църква „Свети Гауденций“
Пример за барокова архитектура църквата „Свети Гауденций“ (Chiesa di San Gaudenzio) е издигната на мястото, където според агиографската наука и традиция през 348 г. е пренощувал епоредиезецът Свети Гауденций, епископ на Новара, а скалата, която е използвал за легло, е запазила отпечатък от тялото му.
Проектът на църквата е на неизвестен автор. Вероятно е скиците да са на архитекта Луиджи Андреа Гуиберт. Във вътрешността си църквата се носи характерните белези на изящно изкуство благодарение на стенописите на художника Лука Росети да Орта от 1738 – 1739 г., които разкриват качествата му на умел организатор на илюзионни пространства и майстор в пресъздаването на образа на велики персонажи редом с епизодите на най-обикновен разказ. Пъстрият набор от фрески, вплетен в пищната архитектура, разказва епизоди от живота и чудесата на Свети Гауденций.

#### Църква „Свети кръст“
Църквата е основана през 1622 г. като Ораторий на Братството на suffragio. Има елегантен олтар (1749), дървен хор (1695) и особено важен цикъл от стенописи, създадени през 1753 и 1751 г. от Лука Росети да Орта.

#### Синагоги в Ивреа
Синагогата на Ивреа (Sinagoga di Ivrea) се намира в историческия център на града, под крепостните стени, където през 1725 г. е официално създадено еврейското гето. Настоящата структура е от XIX век и е създадена чрез адаптация на вече съществуваща сграда. Тя има две анонимни фасади, на изток и на запад.
В сградата има две различни синагоги: една малка, създадена като храм за зимния период, все още на разположение на еврейската общност, и друга – голяма, с правоъгълен план, преотстъпена на Община Ивреа през 1980 г. в замяна на реорганизацията на целия комплекс. Обновяването на сградата и възстановяването на малката синагога са извършени в началото на 80-те г. на XX век, а дейностите по консервативното възстановяване на голямата синагога започват през 1997 г. и продължават до октомври 1999 г. Синагогата, открита на 24 септември 1875 г., е осъществена по проект от юни 1874 г. на общинския експерт от Художествения кабинет на Ивреа Иняцио Джирели.

### Градска архитектура

#### Кметство и Градски площад
Това е главният площад на Ивреа, който се намира в Стария град и разделя централната улица на две части: ул. „Палестро“ и ул. „Ардуино“. Преди се е наричал Piazza Palazzo di Città (Площад „Градска палата“) или по-просто Piazza di Città (Градски площад) – име, което се използва и до днес. На него е имало редица сгради, сред които и стара болница до 1750 г. на име De Burgo. Тя е заменена от сегашното Кметство или Палацо ди Читà, Палацо Чивико (Palazzo di Città, Palazzo Civico), изградено по проект на арх. Джовани Батиста Бора, което се отличава с висока камбанария с часовник. Срещу кметството се намират романската църква „Сант Улдерико“ (Свети Улрих) и Палатата на Конгрегацията на благотворителността.
С раждането на крал Виктор Емануил I през 1759 г. площадът е кръстен първо на него, но по-късно е преименуван на пл. „Феручо Национале“ в памет на партизанина, обесен там през 1944 г.

#### Площад „Отинети“
Площад „Отинети“ (Piazza Ottinetti), разположен в сърцето на историческия център на Ивреа, е един от най-живописните в града, тъй като е заобиколен от аркади. Той е бил културният център на града и територия към манастира Санта Киара, а по-късно и към Военния окръг. През годините там се е провеждал седмичният зърнен пазар. Поради това той се е казвал пл. „Граналя“ (Зърно) и пл. „Дистрето“ (Окръг).
В източното крило на площада се намира Градската библиотека (Biblioteca Civica). Първите доказателства за наличието на библиотека в Ивреа датират от 1806 г., когато Пиемонт е под френско управление като част от Първата френска империя, а Ивреа е столица на Департамент Дора. Библиотеката разполага с повече от 190 хил. тома за деца, младежи и възрастни, от които 90 хил. са поставени по рафтовете за безплатно ползване и заемане. На разположение за ежедневни консултации са и ок. 150 вестника и списания, както и мултимедийни материали за заемане.
На площада се намира и Градският музей Гарда, в останките от манастира на Света Клара. Създаден е благодарение на дарението на Пиер Алесандро Гарда през 1874 г. и съхранява археологическа колекция от множество артефакти, основно посветени на колонията Епоредия и нейния произход. Разполага и с ценна ориенталска колекция от около 1000 предмета, главно лакове, бронз и порцелани.

#### Палацо дела Креденца (Общинска палата)
Палацо дела Креденца (Palazzo della Credenza) е един от символите на средновековна Ивреа. Представлява двуетажна тухлена сграда със сводести прозорци и приземен етаж, състоящ се от портик със заострени арки. Построен е в нач. на 14 век на стария площад „Ин Меркато“ (днешния „Пиаца дела Креденца“), където се е провеждал средновековният пазар.
Първоначално Палацо дела Креденца не е седалище на общината. От XIV до XVII век той е седалище на кредендарите – средновековни общинските съветници, формиращи Епоредиезския парламент. Поради щетите от експлозията и срутването на северозападната кула на Замъка на Ивреа, ударена от мълния на 17 юни 1676 г., Палацо дела Креденца се използва до 1681 г. Тогава управленските органи на Ивреа молят херцог Виктор Амадей II за друга сграда за свикване на Общинския съвет и за други нужди на общината. От 1681 г. Архивът и Заседателната зала на Общинския съвет се разполагат в „Палацо Кафарели“, намиращ се пред Театър „Джакоза“, а през 1761 г. цялата общинска структура е прехвърлена в сегашната Градска палата.

#### Кула на Свети Стефан
Средновековната романска кула на Свети Стефан (Torre di Santo Stefano) е единственото останало свидетелство за едно от най-старите места за поклонение в района на Ивреа и романска емблема на града. Тя е камбанария на съществувалото навремето едноименно бенедиктинско абатство от XI век, построено по нареждане на епископ Енрико.  
Малко се знае за оригиналната структура на комплекса, тъй като днес са останали малко исторически останки. Кулата (и следователно абатството) е построена с тухли с вероятен римски произход, докато от архитектурна гледна точка изглежда като пример за романска архитектура в Канавезе. Абатството е частично разрушено по време на френското управление през 1558 г. по заповед на маршал Шарл I дьо Косе, граф на Брисак, а по-късно през 1757 г. от ръката на граф Пероне. Графът иска да разшири градината на двореца си (сега известен като Палацо Джузиана), който някога е гледал към района. Резултатът е пълното унищожаване на комплекса с изключение на камбанарията, която е все още днес в обществените градини на Ивреа. 
В началото на 2000-те години кулата претърпя основна реставрация и понякога е отворена за посещения. Пред нея, на крайречната улица, се издига бившата Къпалня „Умберто I“. 

#### Кула „Талианти“
Древната романска кула, построена между XII и XIII век, се намира недалеч от кулата „Свети Стефан“ близо до градините Джузиана. Дворецът и неговата кула са издигнати между XII и XIII век от древната фамилия Талианти от Ивреа, която изчезва през 1740 г. Кулата претърпява реставрация през 2015 г.

#### Стар мост и Боргето
Районът на града, характеризиращ се с Понте Векио (Стар мост), се отнася до римския мост, построен около III век, пресичал река Дора Балтеа и изнасял отбранителните стени в Боргето – група стари къщи и занаятчийски магазини, впоследствие оградено от отбранителни стени с три достъпа – към Банкете, Павоне и Торино. 
През следващите векове мостът е преустроен в дърво, а през Средновековието е подсилен и оборудван с две кули, от които външната има и подвижен мост. Около XVII век дървеният мост е заменен от зидан, след това отново подсилен през следващия век и впоследствие разширен през 1830 г. Днес мостът все още е напълно функционален, представлявайки началото на настоящата улица „Гоцано“, която пресича гореспоменатото Боргето. Боргето е доминирано от хълма Феролието, на която някога се е издигала отбранителна крепост, известна като Цитаделата. Днес на нейно място се намира Вила Киампо – бивша резиденция на Джакомо Киампо, кмет на Ивреа от 1888 до 1895 г.

#### Нов мост, Железопътен мост и Пешеходен мост
За главен мост на града се използва разположеният до Стария мост по-скорошно изграден мост „Адриано Оливети“ (познат с името „Нов мост“) на бул. „Нигра“, зона със сгради Ар нуво и такива от края на XIX век сгради, сред които Вила Луиза, Вила Равера и Палацо Равера. Пред него се намира крайбрежната улица Лунго Дора с голям и артистичен фонтан, посветен на Камило Оливети, основател на едноименната фабрика „Оливети“, дело на скулптора Емилио Греко от 1957 г.
Съществува и успореден на Стария мост железопътен мост, построен през 1885 г., по който минава ЖП линията Ивреа-Аоста. 
През 2013 г. е построен дървеният пешеходен мост Пасерела „Натале Капеларо“, който предлага приятно място за отдих с гледка към реката.

#### Театър „Джакоза“
Построен е през 1829 г. по проект на архитекта Маурицио Стореро, комуто е възложено от общинската администрация да построи нов граждански театър. С представление, представено на 30 ноември през 1922 г., по предложение на писателя Салватор Гота Градският театър е кръстен на Джузепе Джакоза, родом от Монталто Дора, град в района на Ивреа.

#### Кино „Джузепе Боаро“
Построено през 1910 г., то е едно от първите италиански кина. Намира се почти на входа на Виа Палестро – главната улица на историческия център на града. Киното, основно реновирано и модернизирано, все още е активно и днес и помещава единствената зала за 3D прожекции в града.

#### Гара „Ивреа“
Гарата влиза в експлоатация на 5 ноември 1858 г. с активирането на участъка Калузо – Ивреа на линията до Аоста. През 1885 г. е активиран участъкът Ивреа–Донас, а на 5 юли 1886 г. е активиран последният участък Донас–Аоста. 
По времето на управлението на Железопътният инженерен полк (отдел на Италианската армия), един офицер е базиран на тази гара, заедно с тази в Аоста, и съседните гари са зависими от него. Между 1882 и 1933 г. пред гарата е възможно да се направи смяна с конвоите в експлоатация на трамвайната линия Ивреа-Сантия. Между 1908 и 1935 г. тролейбусът до Куорне завършва курса си на гарата.

#### Други исторически постройки

##### Вила „Равера“
Вила „Равера“ е построена през 1897 г. по проект на инж. Бараджоли по поръчка на д-р Федерико Демария, главен лекар на болницата в Ивреа и съпруг на Анджела Барати, принадлежаща към известното семейство на миланските сладкари. Бул. „Константино Нигра“, по протежението на който се намира вилата, по онова време е една от най-засегнатите от строителното развитие улици в Ивреа, тъй като всъщност е артерията, свързваща историческия център на града с гарата през Новия мост.
По време на нацистко-фашистката окупация на Северна Италия вилата е  щабквартирата на германското командване, разположено в Ивреа. Близостта на резиденцията до железопътния мост обаче не попречва на партизаните да успеят да го взривят, като по този начин прекъснат жп линията Кивасо –  Аоста.
През 1946 г. сем. Демария продава имота на Филипо Бертолети, собственик на фабрика за чадъри в Ивреа. Последният, неспособен да изпълни поетите ангажименти, трябва на свой ред да продаде имота, който е закупен от сем. Одерио за дъщеря им Олга. Олга се жени за Марио Равера, кардиолог от Ивреа, чието име сега носи вилата. Децата им все още живеят там.

##### Палацо „Равера“
Палат „Равера“ в стил Ар нуво е построен от предприемача Стефано Равера, потомък на известна фамилия строители от Канавезе. Той поръчва изграждането на сградата, след като е могъл да се възхити на големите дворци от XIX век в Женева и Цюрих по време на честите си посещения в Швейцария, като поверява проекта на инженера от Ивреа Ромоло Пеона. Името ѝ остава неразривно свързано с това на хотела, който е отворен в стаите ѝ – Хотел „Дора“, затворен през 1989 г., посещаван от висшето общество на Ивреа и от управляващата класа на Оливети. Днес в сградата се помещават банка, офиси и търговска дейност.

##### Вила „Луиза“
Строителните работи по Вила „Луиза“ започват в началото на 1860 г. по поръчка на Гаспаре Борджети – известен и уважаван лекар от Ивреа, и след това са завършени между 1864 и 1866 г. След смъртта му имотът е наследен от сина му Джузепе, който преследва военна кариера и става генерал-майор през 1893 г. Най-вероятно съпругата му Луиза Кота Рамузино е вдъхновила името на вилата. След възходи и падения имотът е закупен през 1974 г. от индустриалната асоциация „Канавезе“, на която, след приключване на някои ремонтни дейности, става нейно седалище от 1977 г. През 2020 г. сградата отново е подложена на фасаден ремонт.

##### Вила „Лакия“
Сегашният вид на Вила „Лакия“ в стил Ар Нуво, е резултат от премоделирането на предишна сграда от XVII век, извършено между 1910 и 1912 г. от архитекта Тито Лакия по поръчка на Джузепе Ботала.  Ботала е строителен предприемач, преди това е работил в чужбина - в Китай, Персия и Северна Африка.

##### Палацина „Лакия“
Палацина „Лакия“ в стил Ар Нуво е проектирана от архитекта Тито Лакия по поръчка на Джузепе Ботала като доходна сграда през 1910 г. Сградата граничи с историческата Вила „Лакия“ – лична резиденция на Тито Лакия, построена малко след това.

##### Вила „Кастилия“
Мястото, където се намира Вила „Кастилия“ днес, преди това е било заето от крепост, построена през 1544 г. точно извън стените от испанеца Кристофоро Моралес, губернатор на града. Всъщност той е искал да защити града от възможни други атаки на французите след отблъскването на първата обсада на града през 1544 г., водена от Гуидо Гифрe, лейтенант на краля на Франция. Говори се, че Моралес е дал името на крепостта „Кастилия" в знак на почит към родината си. Крепостта е разрушена през февруари 1801 г. от французите на Наполеон Бонапарт след влизането им в града, което се състои на 22 май 1800 г. Впоследствие Сестрите на милосърдието на Непорочното зачатие от Ивреа построяват там свой манастир и частно училище, действащо до края на XX век, което запазва името на предишната крепост. След закриването на училището сградата е изоставена. Имотът е пуснат на пазара през 2017 г. за 3 млн. и 200 хил. евро.

##### Вила „Казана“
Вила „Казана“ е построена в началото на XX век като ваканционна резиденция от маркиз Едоардо Коарди ди Карпенето, генерал-лейтенант от кавалерията в италианската армия. Той прекарва периода между първите дни на юли до Вси Светии заедно със съпругата си Мария София, благородничка от фамилията Руфо ди Калабрия, и техните деца, преди да се върне в Рим, където семейството пребивава през останалата част от годината. През 1927 г. вилата преминава към кавалер Виторио Казана, чието име носи и до днес. След като е иззета от германците по време на нацистко-фашистката окупация на Северна Италия, като по този начин се превръща в седалище на едно от техните командвания, както се случва с Вила Равера на бул. „Константино Нигра“, имотът е закупен през 1952 г. от Оливети, който го преструктурира чрез създаването на надстройка и пригаждайки я за офиси, а след това за детска градина. От 1987 г. вилата е дом на Историческия архив на Фондация „Адриано Оливети“.

##### Вила „Киампо“
Мястото, на което се намира Вила „Киампо“, преди това е било заето от крепост, построена за защита на град Ивреа, известна като Цитаделата, която е напълно разрушена през 1704 г. 
Датата на построяване на вилата е несигурна, но като се има предвид присъствието ѝ в акварел от 1883 г. на британския географ и натуралист Хенри Годуин-Остин, озаглавен Панорамна гледка от хълма „Нова Кастилия“, е удачно изграждането ѝ да се постави в средата на XIX век. Вилата, първоначално собственост на семейство Борджети, което се потвърждава от факта, че алеята, която води от Квартал „Боргето“ до нея, носи името на същото семейство от Ивреа, е продадена през 1893 г. на инж. Джакомо Киампо – кмет на града от 1888 г. до 1895 г. След това семейство Борджети се премества в другата резиденция, която са построили в града през 1860 г. – Вила Луиза. През следващите години Вила Киампо е посещавана от висшето общество на Ивреа и от известни гости като Джузепе Джакоза, Джовани Верга, Габриеле Д'Анунцио и Гуидо Гоцано.

##### Каза „Ферандо“
Дом „Ферандо“ е построена през 1925 г. от инж. Амедео Ферандо, по това време известна личност в града, заемащ длъжността на почетен инспектор на паметниците. Сградата заема ъглов парцел на кръстовището между бул. „Масимо д'Адзельо“ и ул. „Капучини“ и е срещу църквата „Сан Лоренцо“. Има чисто неоготически стил. Състои се от основно тяло, високо на два етажа, върху което върху фасадата на ул. „Капучини“ е „присадено“ издадено тяло, увенчано с куличка, която дава достъп до терасовиден покрив.

##### Палацо „Джузиана“
Има неясноти относно периода на изграждане на Палат „Джузиана“. Въпреки това се предполага, че тя се е развила от рицарска кула от XV век, която впоследствие е била силно променена към края на XVI век и началото на XVII век, както се вижда от късните ренесансови форми, които характеризират голяма част от структурата.
През 1635 г. монсеньор дела Киеза описва сградата като „Най-красивият и великолепен дворец, който е построен отвъд Дора, както в Пиемонт, така и от барон Пероне“. Би могло да се каже с известна сигурност, че семейство Пероне ди Сан Мартино е първият собственик на сградата и неин вероятен поръчител. Тя принадлежи на семейството до 1799 г. След като в нея отсяда Наполеон Бонапарт за няколко дни през 1800 г., дворецът става седалище на префектурата на Департамент Дора по време на френското господство. След това имотът преминава за кратко у сем. Гарда, а след това у сем. Джузиана, чието име носи и до днес.
В сградата се помещава Съдът на Ивреа почти непрекъснато от края на XIX век до средата на 2010-те години.

#### Канал на Ивреа
Каналът на Ивреа е изкуствен канал в регион Пиемонт. Води началото си от река Дора Балтеа в Ивреа и завършва, вливайки се в река Сезия в град Верчели. Строежът му започва през 1448 г. при управлението на херцог Амадей VIII Савойски, но е преустановен при наследника му Амадей IX Савойски. Съпругата му Йоланда Френска обаче се заинтересува от проекта. Строителните работи, стартирани на два пъти – през 1448 и 1468 г., завършват през октомври 1474 г. и няколко години по-късно каналът функционира напълно. Според някои италиански историци целта му е да свърже градовете Ивреа и Верчели чрез удобен воден път, подходящ за навигация през цялата година, и да благоприятства изграждането на малки мелници за напояване на провинция Верчели, в която за момента липсват условия за печелившо земеделие. Проектът за канала се приписва на Леонардо да Винчи. В неговия „Атлантически кодекс“ има рисунка със съоръжение за извличане на вода с канален мост с три арки, последвана от три бележки, написани огледално и споменаващи канала и река Дора Балтеа. 

### Археологически руини

#### Римски амфитеатър
Римският амфитеатър е построен в края на I – нач. на II век сл.н.е. Той е най-запазената и представителна сграда на древна Епоредия и един от най-големите за времето си с капацитет от поне 5000 места. За построяването му е съборена вила с богати стенописи, построена през 20 – 25 г. сл. н.е. на ок. 500 м извън стените на града. Разкопките се провеждат между 1955 и 1964 г. под ръководството на проф. Кардучи. Открити са и руини на таверни, останки от амфори и статуи, и монети.
Амфитеатърът е изграден от внимателно подредени камъни и тухли, отчасти върху насип, ограничен на юг от мощна права стена (вероятно остатък от ограда, обграждаща цялата конструкция), отчасти върху радиални стени.
В центъра на арената има подземно помещение (хипогей), свързано чрез стълби и коридори със сервизните помещения под местата за сядане (на латински: cavea). Подземният път очевидно е предназначен за придвижване на зверове, гладиатори и машини. В края на основната ос има два монументални входа. На арената са намерени бронзови плочи с приложени шпилки, по всяка вероятност украса на ремъци на сабя.
Изследванията, направени през 1984 г., позволяват по-нататъшни проучвания върху вилата и върху фрагменти от нейните стенописи, отнасящи се до 3-ти и 4-ти помпейски стил, датирани от втората и третата четвърт на I век сл. н.е.
Амфитеатърът е видим през оградата, която го огражда, и е отварян при определени събития.

#### Понс Майор
Това е античен римски мост, чиито руини са частично видими днес в коритото на река Дора Балтеа. Предполага се, че мостът е построен през I век сл. н.е. като монументално произведение, но се срутва поради силно наводнение от неуточнена дата, най-вероятно малко след създаването му.

## Музеи

#### Държавен музей „Пиер Алесандро Гарда“
Музеят (Museo statale Pier Alessandro Garda) се намира на площад „Отинети“, в сърцето на града, и е открит през 2014 г. благодарение на щедрото дарение на частни лица и на приноса на фондация „Компания ди Сан Паоло“ и Регион Пиемонт. В допълнение към постоянните колекции интериорът и вътрешният двор на музея са място на провеждане на временни изложби, фестивали, срещи и инициативи, в сътрудничество с културните реалии в района. 
Централното ядро на музея е колекцията от ориенталско изкуство и археологическата колекция. В археологическата колекция влизат свидетелства за града и неговата територия от Епохата на неолита до Късното средновековие. Първото ядро на колекцията е събрано от граф Карло Франческо Балдасаре Перон, подпомогнат от граф Паоло Пинкия. Колекцията от ориенталското изкуство на музея идва основно от две частни колекции: тази на граф Перон и тази на Пиер Алесандро Гарда. В колекцията влиза богато разнообразие от предмети, изработени от различни материали: метал, порцелан, лак, хартия, коприна, дърво, бамбук, слонова кост и други, датирани от периода Едо и ранния Мейджи. Музейната колекция включва и важно ядро от декоративни плочки от теракота, датиращи от XIV век, няколко дървени статуи, сред които комплекс, представляващ „Поклонението на влъхвите“ от края на XV век, стенописи, депозирани в музея заради запазването им, и значителен брой гравюри. Към тях се прибавят картините от колекция „Croff“ благодарение на г-жа Лучия Гуелпа, която завещава целия си имот на община Ивреа, вкл. и важна колекция от произведения, събрана от зет ѝ Абдоне Кроф.
Индустриалното измерение на Ивреа намира своя израз в колекциите на следните три музея:

#### Ателие-музей „Текнолоджик@менте“
Това е едновременно музей и ателие (Laboratorio Museo Tecnologic@mente): музей, който разказва част от индустриалната история на Ивреа, като набляга на продукцията и културата на Оливети, и ателие, насочено преди всичко към училищата и младото поколение, за да стимулира креативността и желанието му да експериментира, да си представя бъдещето, като научава за собствената си история и корени.
Колекцията на музея се разгръща в няколко отдела:
- Писане, посветен на Камило Оливети, създател на Първата италианска фабрика за пишещи машини;
- Механично изчисление, посветен на Натале Капеларо, електронен проектант и изобретател, нает като работник – стажант и впоследствие станал технически директор на Оливети;
- Електронно изчисление, посветен на Пиер Джорджо Перото, директор „Изследователска и развойна дейност" на Оливети, признат за изобретател на PC;
- PC, посветен на Роберто Оливети, син на Адриано Оливети, убеден привърженик на важността на „новите граници“;
- Програма 101, посветен на първия настолен компютър в света, изложен в MOMA в Ню Йорк, чиито основни концепции са подобни на тези на съвременните настолни компютри;
- Елеа 9003, посветен на Адриано Оливети, изключителна и многостранна фигура на предприемач и културен деец, политик и интелектуалец.[29]

#### Музей на модерната архитектура МаАM
Това е безплатен музей на открито, открит през 2001 г. в града. Експонатите му – сградите на компания Оливети се намират в продължение на ок. 2 км по ул. Йервис (Via Jervis) в града и в съседните на него райони като градчето Банкете. На 7 места на пешеходните пътеки между сградите са поставени пана с информация за събитията, касаещи участието на Оливети в областта на архитектурата, градоустройството, индустриалния дизайн и графичната реклама, и неговия културен контекст.

#### Музей „Карале“
Основан през 2008 г. от Адриано Акатино, Музеят „Карале“ (Museo Carale) е изразител на онези художествени концепции, свързани с употребата на езика и на думата, и представлява център не само на художествената, но и на научната, философската и поетичната култура. Организира срещи и конференции по най-належащи проблеми. С цел задълбочаване на връзката между дума и изображение както в исторически план, така и чрез насочване на вниманието към съвременните словесно-визуални изследвания, е решено творбите от колекцията на музея да бъдат изложени в постоянна, но динамична изложба, в процес на непрекъснато обновяване. В изложбените творби се наблюдава постепенна промяна, тъй като се дава възможност за участие със собствени творби не само на художници, които не присъстват в колекцията, но и на вече представени вече художници, които искат да изложат други, различни свои произведения. Освен това се приемат произведения и от частни колекции.

## Събития

### Исторически карнавал на Ивреа
Ивреа е известна със своя Исторически карнавал – един от най-старите такива в Италия и с неговите тридневни портокалови битки, които извеждат хиляди хора по площадите на града и символизират борбата на народа срещу тиранина. Това е най-зрелищният елемент на карнавала, този, който най-добре изобразява въстанието на народа в лицето на 9 отбора пешаци, които без никаква защита замерят с портокали армиите на тиранина, разположени на каруци, с кожени каски и нагръдници.

### Патронен празник на свети Савин
На 7 юли всяка година Ивреа чества патронния си празник (Festa di San Savino), посветен на Свети Савин – епископ на Сполето от края на III – нач. на IV век, подложен на мъченическа смърт по време на последното и най-страшно преследване срещу християните от римския император Диоклециан. В продължения на няколко века тялото на светеца остава в базилика, посветена на него в Сполето. През 956 г. синът на маркграфа на Ивреа и крал на Италия Беренгарий II – Конрад, който преди да наследи баща си управлява Сполето, донася тялото в Ивреа. Конрад желае да даде на Ивреа светец – покровител, който да освободи града от вилнеещата по онова време чума. Както казват хронистите от онова време, чумата отстъпва веднага щом като тленните останки на светеца влизат в града.
Освен обичайните чествания във връзка с патронния празник на града в Ивреа се провежда и Конен панаир, един от най-важните в Италия. В историята на града конете винаги са имали много важна роля.

### Свещено средновековно представяне на Страстите Христови
Възстановката (La Passione di Cristo) се провежда от 2016 г. в съботата преди Цветница по улиците на Историческия център на Ивреа и е организирана от Художествено-културна асоциация „Диамант“. Около 300 фигуранти в исторически дрехи дават живот на Представянето на последните часове от живота на Исус Христос в средновековен контекст. Това е пътуващо театрално представление, в което могат да се открият всички елементи на християнската вяра, да се изживеят автентични емоции и да се запазят средновековните традиции живи.

### Маратон „Пет езера“
Състезание по бягане (Corsa 5 Laghi) всяка година през септември в продължение на 25 км върху смесен терен (асфалт, чакъл, гора и порфир) в района на мореновите езера северно от Ивреа, съществуващо от 1977 г. (с изкл. на 1995 г.). Провежда се под егидата на Италианския съюз „Спорт за всички“ (UIST) и на Италианската федерация по лека атлетика (FIDAL).

### Панаир „Голямо събитие на Канавезе“
Голямото събитие на Канавезе (Grande Evento del Canavese) предлага от 2014 г. местна гастрономия и забави с представления, музика, занимания за деца и др.

### „Ивреа в музика“
„Ивреа в музика“ (Ivrea in Musica) се организира от Confesercenti Ivrea с патронажа на Съвета за събития на Община Ивреа и със съдействието на Ditielle Art Consulting. Групи или солисти от всички музикални жанрове със собствена музика и/или кавъри могат да участват в събитието. По отношение на артистичните предложения забрани няма. Изпълненията на живо на сцените на историческата част на града са през юни всяка година. На финална вечер участниците биват наградени.

### Eporedia Active Days
Спорт на открито през втория уикенд на юни, който традиционно се провежда в парка на Ivrea Canoa Club на брега на река Дора Балтеа.

## Образование
Градската училищна система предлага обучение от начално до гимназиално ниво. Тя включва:
- 7 държавни и 4 частни детски градини
- 1 частно и 7 държавни начални училища от 1-ви до 5-и клас вкл.
- 1 частно и 2 държавни средни училища от първа степен, от 6-и до 8-и клас вкл.
- 4 средни държавни училища от втора степен, от 9-и до 11-и или 12 клас вкл.:
  - 2 лицея: Класическа и езикова гимназия „Карло Бота“ (Liceo Classico Statale Carlo Botta[35]) и Природо-математическа, социална и икономическа гимназия „Антонио Грамши“ (Liceo Scientifico Antonio Gramsci[36]);
  - 2 института: Техникум „Камило Оливети“ (I.I.S. Camillo Olivetti[37]), където се изучават информатика и телекомуникации, механика и механотехника, електроника и електротехника, графика и комуникации, и Професионална гимназия „Джовани Чена“ (I.I.S. G. Cena[38]), в която се изучават икономика, финанси и маркетинг, туризъм, архитектура, геодезия и околна среда.[39][40]
- През 1893 г. е основан католическият Салезианският мисионерски институт „Кардинал Калиеро“ (Istituto Missionario Salesiano Cagliero[41]), училище за обучение на бъдещи салезиански мисионери в цяла Италия от 1922 до 2003 г. Понастоящем там има частни начално и средно училище до 8-и клас вкл.

Университетското образование в града се предлага от Торинския университет под формата на 3-годишно обучение за медицински сестри.
По гражданска инициатива съществува повече от 30 г. „Народният университет за третата възраст и учене през целия живот“ (UNI3Ivrea), който предлага курсове в най-различни сфери.
От 1973 г. съществува и Музикален лицей на Ивреа, част от „Музикалната цитадела“. Той е една от основните институции на Пиемонт. Организира музикални курсове за деца от 8-год. възраст и за възрастни.

## Култура

### Музеи
- Държавен музей „Пиер Алесандро Гарда“ (Museo Statale Pier Alessandro Garda[44])
- Ателие-музей „Текнолоджик@менте“ (Laboratorio Museo Tecnologic@mente[45])
- Музей „Карале“ (Museo della Carale[46])
- Музей на Модерната архитектура на Ивреа на открито (МаАМ[47])
- Градът е част от Екологичния музей на Мореновия амфитеатър на Ивреа (Ecomuseo AMI)

### Библиотеки
- Градска библиотека „Константино Нигра“ (Biblioteca Civica „Constantino Nigra“[48])
- Капитолна библиотека (Biblioteca Capitolare[49])
- Епархийска теологична библиотека – архив (Archivio – Biblioteca Teologica Diocesana[50])
- Исторически архив на Оливети (Archivio Storico Olivetti[51])
- Национален архив на индустриалното кино (Archivio Nazionale Cinema d'Impresa[52])

### Театри
- Театър „Джакоза“ (Teatro Giacosa[53]), от 5 юли 1834 г.
- Аудиториум „Фабрики Ака“ (Auditorium Officine H)

### Кина
- Кино „Политеама“ (Cinema Politeama[54]), едно от най-старите кина в Италия
- Кино „Боаро“ (Cinema Boaro[55])
- Кино за авторски филми „Абичинема д'есе“ (ABCinema d'essai), през 2022 г. остава затворено

### Религиозни центрове
- Католическа Катедрала и енорийска църква „Възнесение Богородично“ (Duomo di Santa Maria Assunta)
- Католическа енорийска църква „Св. мъченик Лаврентий“ (Parrocchia San Lorenzo Martire)
- Католическа енорийска църква „Св. епископ Грат“ (Parrocchia San Grato Vescovo)
- Католическа енорийска църква „Свето сърце“ (Parrocchia Sacro Cuore)
- Католическа енорийска църква „Св. Йоан Кръстител“ (Parrocchia San Giovanni Battista)
- Католическа енорийска църква „Св. абат Бернардин“ (Parrocchia San Bernardo Abate)
- Католическа енорийска църква „Св. Филип Нери и Св. Яков“ (Parrocchia San Filippo e San Giacomo), в подселище Торе Балфредо
- Католическо светилище „Пресвета Дева Мария на Монте Стела“ (Santuario della Maria Santissima del Monte Stella)
- Католически параклис „Тримата влъхви“ (La Cappella dei Tre Re)
- Католическа църква „Св. Улрих“ (Chiesa di Sant'Ulderico)
- Католическа църква „Св. Никола Толентински“ (Chiesa di San Nicola da Tolentino)
- Католическа църква „Св. Гауденций“ (Chiesa di San Gaudenzio)
- Католическа църква „Св. абат Бернардин“ (Chiesa di San Bernardino Abate)
- Католическа църква „Св. Салватор“ (Chiesa di San Salvatore)
- Католическа църква „Св. Маврикий“ (Chiesa di San Maurizio)
- Католическа църква „Свето Исусово сърце“ (Chiesa del Sacro Cuore di Gesù)
- Католическа църква „Свети Кръст“ (Chiesa di Santa Croce)
- Католически ораторий „Св. Яков“ (Oratorio San Giuseppe)
- Католическа църква „Милосърдни сестри на Непорочното зачатие“ (Suore di Carità Immacolata Concezione)
- Католически храм на Чудесата на Непорочното зачатие (Tempio dell'Immacolata dei Miracoli)
- Източноправославна (стара) църква „Св. Бернардин“ (Chiesa Antica di San Bernardo)
- Синагога на Ивреа (Sinagoga di Ivrea)
- Евангелска църква на валденсите (Chiesa Evangelica Valdese)
- Евангелска църква на Братята (Chiesa Evangelica dei Fratelli)
- Евангелска християнска църква „Божии асемблеи в Италия“ (Assemblea di Dio in Italia)
- Зала на Кралството на Свидетелите на Йехова (Sala del Regno dei Testimoni di Geova)

### Културни центрове
- Бивша църква „Св. Марта“ (Chiesa di Santa Marta) от 15 век, настояща Общинска конферентна и изложбена зала
- Дзак! Ивреа Активни граждански зони (ZAC! Ivrea Zone Attive di cittadinanza[56]) – място за концерти, дискусии, солидарна икономика и др. Намира се в Мовичентро Ивреа (Ivrea Movicentro)
- Фабрики Ака (Officine H), част от Индустриалната архитектура на Оливети от 1956 г., понастоящем място за концерти и за театрални представления
- Концертна зала на Лицей „Грамши“ (Auditorium Liceo A. Gramsci)
- Голям храм на Синагогата в Ивреа (Tempio Grande della Sinagoga di Ivrea) – общинска изложбена и конферентна зала
- Концертна зала Моцарт (Auditorium Mozart), част от Cittadella della Musica[57] (Музикалната цитадела е от 1500 кв. м: на горния етаж се намират управителните кабинети на Музикалния лицей и на Младежкия симфоничен оркестър на Пиемонт, както и много лекционни зали, а на долния етаж са залите за репетиции. В центъра покрит вътрешен двор образува пространство за различни забавления; около 400 кв. м са за танцовото училище).[58]

### Медии

#### Периодични издания
- В. Ла Сентинела дел Канавезе (La Sentinella del Canavese[59]). Местен вестник с новини от Ивреа, Канавезе и част от Вале д'Аоста, основан през 1893 г. от типографа Оресте Гарда. Излиза всеки понеделник, сряда и петък в хартиен и в електронен вариант. Издава се от издателска група GNN (Gedi) и редакционното му седалище е в Ивреа.
- В. Ла Воче (Гласът) (La Voce[60]). Местен вестник с новини от цяла Италия с особено внимание към тези от Пиемонт и област Торино. Излиза всеки вторник в хартиен и в електронен вариант. Има 4 издания: Ивреа, Сетимо Торинезе, Чирие и Кивасо. Издава се от кооперативно дружество „La Voce“ и редакционните му седалища са в град Кивасо и в град Чирие.
- В. Ил Канавезе (Първо Канавезе) (Il Canavese) и неговият ел. вариант Прима ил Канавезе (Prima Il Canavese[61]). Новини от Ивреа, Канавезе, Вали ди Ланцо, Чирие и Торино. Излиза всяка сряда в хартиен и в електронен вариант. Издава се от изд. Media(iN), изд. верига Netweek. Редакционните му седалища са в градовете Ивреа, Чирие и Ривароло Канавезе.
- Вестник на Ивреа и Епоредиезе (Giornale di Ivrea e dell’Eporediese[62]). Местен вестник с новини от Ивреа и околните селища. Излиза от 2018 г. всяка сряда в книжен и в електронен вариант. Издава се от изд. Media(iN), circuito editoriale Netweek, а редакционното му седалище е в Ивреа.
- В. Ил Ризвельо дел Канавезе (Il Risveglio del Canavese[63]). Независим вестник от 1921 г. Излиза всеки четвъртък в хартиен и в електронен вариант. С новини от Чирие, Канавезе, Вали ди Ланцо и северната околност на Торино. Издава се от изд. „Il Risveglio“ Srl. и редакционното му седалище е в град Чирие.
- В. Куотидиано дел Канавезе (Quotidiano del Canavese[64]). Електронен ежедневник от 2015 г. с новини от Канавезе, вкл. и от Ивреа. Издава се от Trecentodieci.it със седалища в градовете Кастеламонте и Ривароло Канавезе.
- Обиетиво нюз (Цел новини) (Obiettivo News[65]). Независим електронен ежедневник от 2013 г. с новини от Канавезе, Торино и областта, и Пиемонт. Издава се от Bersini Editoria.
- Канавезе нюз (Canavese News[66]). Независим електронен ежедневник от 2015 г. с новини от Канавезе и Торино. Издава се от изд. Editore Keyco srl със седалище във Фаврия.
- Секция Canavese[67] на в. Ла Република Торино (La Repubblica Torino[68]) на известния римски ежедневник Ла Република на изд. GEDI. В хартиен и в електронен вариант.
- Сп. Ин Они Дове (In Ogni Dove). Списание, което се издава от 2013 г. в хартиен и в електронен вариант. Културни новини от Канавезе и Пиемонт. Издава се от изд. Bolognino editore със седалище в Ивреа. На същото издателство принадлежи и годишникът „Канавезецът“ (Il Canavesano), издаван от 1976 до 2014 г.
- В. Вариевентуали (varieventuali[69]), ел. вестник от 2016 г. на едноименния вестник, създаден през 1988 г. Изд. се от културната асоциация „Rosse Torri“ със седалище в Ивреа.
- Торино днес (Torino Oggi[70]), секция за Ивреа. Ел. ежедневник на изд. изд. Media(iN),
- Вече несъществуващи списания и други периодични издания на Оливети.[71]

#### Електронни медии
- Обиетиво нюз Тиву (ObiettivoNews TV[72]), онлайн телевизия за Канавезе на изд. Bersini Editoria
- Телевизия на Торино и Канавезе (Torino e Canavese TV[73]), на канал 185 на дигиталната телевизия. От 2017 г., с 24-часово излъчване, на видео изд. Media Evolution Srl.
- Уеб радио Спацио Ивреа (RSI Radio Spazio Ivrea[74]). Oт 2017 г, на културна асоциация „Radio Spazio Ivrea“ със седалище в Ивреа.

## Гастрономия

### Торта 900 – Торта „Новеченто"
Тортата е създадена в края на 19 век, от където идва и името ѝ, от известния сладкар от Ивреа Отавио Бертиноти – основател на Сладкарница „Бала“ (Pasticceria Balla), съществуваща и през 2023 г. Осъзнавайки деликатността на продукта, изобретателят на тортата решава да защити своето творение с патент, депозиран едва през 1972 г. Сем. Бала от години разчита на адвокатските кантори с цел законови мерки, целящи никой друг производител да не може да използва името „Torta 900“.
Рецептата за торатата е тайна. Тя е оформена от 2 какаови блата, подобни на пандишпан, но много по-леки, с лек пълнеж от шоколад, масло и крем, и е поръсена с пудра захар. Блатовете, направени с променлив диаметър според нуждите на купувача, се пълнят само при поръчката, за да се гарантира свежест на пълнежа. 

### Мазна боб чорба
Мазната боб чорба (на италиански: Fagioli grassi, на канавезки диалект Faseuj grass) не е традиционно ястие само за Ивреа, но и за цяло Канавезе. По време на карнавала чорбата се продава на минувачите главно от сдруженията на Кастелацо (Castellazzo) и на Монте Навале (Monte Navale). Представлява задушен боб със свинска сланина и пикантен салам. Ястието се готви около 6 часа в специални големи теракотени съдове с 4 дръжки над дървено огнище. Резултатът е чорба с кремообразна консистенция, но с цели зърна боб, която може да се съчетае с греяно вино (на фр. vin brulé).

### Качамак от Ивреа
Качамакът от Ивреа (Polenta di Ivrea) е малка торта, създадена през 1922 г. от братя Стробиа, които по-късно патентоват рецептата. Обикновено се прави в малки единични форми, големи колкото дланта на ръката. Текстурата е мека, а външният вид е светлокафяв, но с жълто ядро. Това се дължи на използването на царевично брашно и нишесте, докато външното оцветяване се дължи на тънкото покритие с мед, портокалов сок и кафява захар.

### Сладки Канестрели
Канестрели (Canestrelli) са традиционен продукт за няколко населени места в Канавезе: Кревакуоре, Боргофранко д'Ивреа, Ивреа, Мацè, за други общини като Вайе и други общини в Вал ди Суза. Идват от Късното средновековие. Основните им съставки са брашно, масло, яйца и захар. Те са плоски крехки бисквити с неправилна форма поради приготвянето им във формата на вафла с тъмнокафява шоколадова основа. Смята се, че оригиналната вафла е била тъмна на цвят, въпреки високата цена на какаото. Едва в началото на 20 век количеството на използваното какао става двойно и се прави разлика между горчиво и подсладено какао. През 21 век канестрелите се правят не само с аромат на какао и ванилия, но и с лешник, лимон, портокал, кафе, мента, кокос и шамфъстък.
Канестрелите имат някои разлики помежду си: по-дебели и с издигнат релеф във Вайе и Валсуза, тънки и с лек релеф в Монтанаро; подобно на средновековните монети в Тоненго ди Мацè и в Полонгера, хрупкави, много тънки и с отпечатани фамилни гербове в Боргофранко д'Ивреа.

## Спорт

### Съоръжения
- Кану стадион (Stadio della canoa[76]), седалище на Ивреа Каноа Клуб. Реката Дора Балтеа, която прорязва територията на Канавезе, е идеално място за водни спортове като кану, рафтинг и каяк. Важна роля в това играе стадионът в центъра на Ивреа, който превръща града в значимо място за международни и национални състезания по кану-каяк през 21 век. Това е едно от местата за първото състезание на кръг от Световната купа през 2016 г. и на международния кръг на Кану слалом с четвъртия кръг на Световната купа през 2017 г. В Ивреа се провеждат и абсолютните италиански първенства по кану слалом и кану спринт спускане. През 2017 г. градът става седалище на Националния федерален център по кану слалом на FICK[77] – Италианската федерация по кану каяк. По бреговете на Дора Балтеа могат да се наблюдават тренировките на италианските национални спортисти, както и на много чуждестранни кануисти.
- Футболен стадион „Джино Пистони“ (Stadio Gino Pistoni) в квартал „Сан Лоренцо“. Открит под името Campo sportivo di Pra' Marzo през 1931 г. Реновиран и открит отново през 1934 г. под името Stadio Littorio. Веднага след войната е открит за трети път със сегашното си име. Побира ок. 4000 души. Седалище на аматьорски футболен тим A.S.D. Calcio Ivrea.
- Игрално поле „Белависта“ (Bellavista), в едноименния квартал, построен през 70-те г. на 20 век. Седалище на аматьорски футболен тим USD Bellavista Calcio.
- Игрално поле „Брунолди“ (Brunoldi), в квартал „Сака/Сан Грато“, построен през 80-те г. на 20 век. Седалище на аматьорски футболен тим USD San Grato Ivrea Calcio.
- Игрално поле за ръгби и лека атлетика „Санти/Де Вит“ (Santi/De Witt), в квартал „Сан Джовани“, създаден през 70-те год. на 20 век. Седалище на Спортна асоциация за аматьорска атлетика ASD Atletica Ivrea и на Ivrea Rugby Club.
- Басейни: Общински басейн (Piscina Comunale di Ivrea[78]), басейн в спортен център Aqua Gymn[79] и в спортен център „Ла Сера“ (La Serra[80]).
- Четири игрални полета за минифутбол: две в квартал „Сан Лоренцо“ (управлявани от Tennis Club Ivrea), във фитнес залата на Природо-математическата гимназия „Грамши“ (Liceo Scientifico Ivrea Palestra) и Biroff.[81]
- Шест тенис корта в квартал „Сан Лоренцо“, управлявани от Tennis Club Ivrea. 2 от тях се използват и за мини футбол.
- Множество фитнес зали:
  - Антоничели (Antonicelli[82]) – айкидо, джудо и волейбол, в квартал „Белависта“
  - Ардуино (Arduino) – гимнастика за деца и възрастни, в Istituto Comprensivo Ivrea 1 (в средно училище „Ардуино“)
  - Кантон Веско (Canton Vesco) – бокс, баскетбол и волейбол, в едноименния квартал
  - Фалконе (Falcone) – баскетбол, в „Istituto Comprensivo Ivrea 2“
  - Йервис (Jervis) – гимнастика за деца и възрастни, в бивш „Професионален институт Йервис“ (Istituto Professionale Jervis)
  - Перформа (Centro Performa[83])
  - Алджим Фитнес (Algim Fitness ASD[84])
  - Енерджи Е (Energi È[85])
  - Чена (Palestra Cena), в Професионална гимназия „Джовани Чена“ (I.I.S. G. Cena[86])
  - Капа тре (K3 Indoor[87])
  - Виви ин форма (Vivi in forma[88])
  - АйФит (IFit[89])
  - Палачена Летера вентидуе (Palacena Lettera 22[90])
  - Ню Фит (Palestra newFit[91])
  - Ла Сера (La Serra[92])
  - Ла Диреционе дел Бенесере (La Direzione del Benessere[93])
  - Нуова Кинезит (Associazione Nuova Kinesith)
  - Боксьорски клуб „Налбокс“ (Asd Nalboxe Boxing Club[94])
  - Бут камп Тийм (Boot Camp TEAM[95])
  - Ил Ково кросфит (Il Covo CrossFit Ivrea[96])
  - Миртила пилатес е постура (Mirtilla Pilates & Postura[97])
  - Промоспорт (Promosport)
  - Спартера Казале (Spartera Casale)
  - Аква Джимен (Aqua Gymn[98])
  - Данца Тречентосесанта (Centro Danza 360)
  - Клуб Айкидо (AIKIKaI Ivrea[99])
  - Спортен център за бойни изкуства (Centro Sportivo Marziale[100])
  - Баскетболно училище Lettera 22[101]

### Спортни клубове и асоциации
- Кану клуб Ивреа (Ivrea Canoa Club[102])
- Тенис клуб Ивреа (Tennis Club Ivrea[103])
- Ръгби клуб Ивреа (Ivrea Rugby Club[104])
- Джудо клуб Ивреа (Judo Club Ivrea[105])
- Женски баскетболен отбор (Ivrea Basket Team)
- Спортна асоциация „Летера Вентидуе“ – баскетбол (ASD Lettera 22[106])
- Волейболна асоциация „Ивреа Канавезе“ (IBS Ivrea Canavese Volley[107])
- Клуб за фехтовка „Джузепе Делфино“ (Circolo Scherma Giuseppe Delfino[108])
- Епоредиезко шахматно дружество „Белависта“ (Società Scacchistica Eporediese Bellavista[109])
- Спортна асоциация за лека атлетика – аматьори „Атлетика Ивреа“ (ASD Atletica Ivrea[110])
- Спортна асоциация за лека атлетика – аматьори „Атлетика от Канавезе“ (ASD Atletica Canavesana[111])
- Спортна младежка асоциация за аматьорски футбол „Real Soccer Team“ (ASD Real Soccer Team[112])
- Спортна асоциация за аматьорски футбол от Белависта (USD Bellavista Calcio)
- Спортна асоциация за аматьорски футбол от Сан Грато (USD San Grato Ivrea Calcio)
- Спортна аматьорска асоциация по ориентиране „Ориентамондо“ (Orientamondo A.S.D.[113])

## Транспорт

### Автомобилни пътища
- Автомагистрала A5 Торино-Аоста-Монблан/Монте Бианко, изход Ивреа, на 3 км.
- Магистрален възел A5-A4-A26 (връзка между магистрала A4 Торино-Милано-Триест на нивото на Сантия и A26 Генуа-Гравелона Точе на нивото на Верчели; прекосява напълно Мореновия анфитеатър на Ивреа в посока Изток-Запад).
- Главен междуградски път SS n. 26 Кивасо-Аоста, SS n. 565 Кастеламонте и SS n. 228 Езеро Вивероне.

### Железопътен транспорт
Гарата на Ивреа е разположена на ЖП линията Кивасо-Аоста, която свързва града с Аоста, Торино (ЖП гарите Торино Порта Суза и Торино Порта Нуова), Кивасо, Верчели и Новара, както и с редица по-малки градове и села, разположени помежду им, сред които: Страмбино, Мерченаско, Кандия Канавезе, Калузо, Родало, Монтанаро; Боргофранко д'Ивреа, Пон Сен Мартен, Донас, Он, Верес, Шатийон, Нюс; Тораца Пиемонте, Салуджа, Сант'Антонио ди Салуджа, Ливорно Ферарис, Бианце, Тронцано Верчелезе, Сантия, Сан Джермано Верчелезе, Борго Верчели.

### Автобусен транспорт
В града през XXI век е изградена нова автобусна гара (близо до ЖП гарата) – Мовичентро (Movicentro).
Услугата за градски транспорт в Ивреа е предоставена от Джи Ти Ти (GTT: Gruppo Torinese Trasporti Архив на оригинала от 2019-11-08 в Wayback Machine.) и се състои от 9 линии (линии 1, 1/, 2, 2/, 3, 4, 5, 6 и 6/). Те свързват града с различни негови зони и квартали, както и с някои от близките села и градчета като Буроло, Боленго, Албиано д'Ивреа, Кашинете д'Ивреа, Павоне Канавезе, Банкете, Боргофранко д'Ивреа, Монталто Дора, Самоне, Сан Джермано, Куасоло, Фиорано Канавезе, Салерано Канавезе, Колерето Джакоза, Лоранце.
Има и няколко автобусни линии, които свързват града с останалата част от Канавезе, с Вале д'Аоста, Торино и Милано:
- Садем (SADEM[114]): 002 Ивреа – Милано и 265 (904) Торино – Кивасо – Ивреа – Пон Сен Мартен
- Джи Ти Ти (GTT[115]): 108 Кивасо – Виске – Ивреа, 133 Торино – Фолицо – Сан Джусто – Ивреа, 143 Куорне – Кастеламонте – Ивреа, 145 Ривароло – Ивреа, 151 Косано – Каравино – Ивреа, 147 – 152 Силва – Виалфре – Ивреа – Кастеламонте, 153 Куасоло/Лесоло – Ивреа – Бачана/Биенка, 154 Сант'Анна – Боленго – Белависта, 155 Буроло/Киаверано – Самоне, 156 Андрате – Номальо – Ивреа, 157 Сан Джермано – Банкете – Павоне, 168 Павоне – Белависта – квартал Сан Джовани, 319 работническа линия Кампо – Муральо – Ривароло – Босконеро, 512 Ивреа – Кастеламонте – Валкиузела и 541 Ивреа – Колерето Джакоза – Лоранце.
- Атап (ATAP): 348 Каваля – Чиляно – Боргомазино – Вестиние – Ивреа, 358 Ивреа – Пивероне – Каваля.[116]
- Фликсбъс (Flixbus) осъществява връзка с Милано.

### Летища
Летище Милано Малпенса за международни и междуконтинентални полети е на 97 км, а летище Торино Казеле за вътрешни и международни полети – на 47 км.

### Пристанища
Най-близкото пристанище е в град Генуа, на 182 км.

## Побратимени градове
- Люнебург, Германия
- Калъат-Диза, Кюрдистан
- Ръдъуц, Румъния
- Шомон, Франция